# Cayo Fulvio Flaco (legado)
Cayo o Gayo Fulvio Flaco (en latín, Gaius Fulvius Flacus) fue un político y militar romano del siglo III a. C.

## Carrera militar
Sirvió como legado a las órdenes de su hermano Quinto Fulvio Flaco durante del sitio de Capua. En el año 209 a. C. su hermano le encomendó la tarea de traer de vuelta a Roma las legiones que habían estado estacionadas en Etruria.